# Großenstein
Großenstein là một đô thị ở huyện Greiz, ở bang Thüringen, Đức. Đô thị này có diện tích 14,47 km², dân số thời điểm ngày 31 tháng 12 năm 2006 là 1395 người.